# یواس‌اس پونس (ال‌پی‌دی-۱۵)
یواس‌اس پونس (ال‌پی‌دی-۱۵) (به انگلیسی: USS Ponce (LPD-15)) یک کشتی است که طول آن ۱۷۳٫۷ متر (۵۷۰ فوت) می‌باشد. این کشتی در سال ۱۹۷۰ ساخته شد.